# 新設洞駅
新設洞駅（シンソルトンえき）は大韓民国ソウル特別市東大門区新設洞にある、ソウル交通公社と牛耳新設軽電鉄の駅である。

## 利用可能な路線
ソウル交通公社
 1号線 - 駅番号は「126」　
 2号線（聖水支線） - 駅番号は「211-4」　
牛耳新設軽電鉄
● 牛耳新設線 - 駅番号は「S212」　

## 歴史
- 1974年8月15日 - ソウル特別市地下鉄公社（当時）1号線の駅が開業[1][2]。
- 1980年10月31日 - ソウル特別市地下鉄公社（当時）2号線の駅が開業、乗換駅となる[3]。当時は本線の始発駅として総合運動場駅まで直通運転。
- 1982年12月23日 - 2号線が教大駅まで延伸開業[4]。
- 1983年9月16日 - 乙支路区間の開業に伴い教大駅方向の直通運転を廃止。2号線が本線から分離され、聖水駅までの支線のみ運行となった（ソウル交通公社2号線#聖水支線）[5]。
- 2005年
  - 1月1日 - ソウル特別市地下鉄公社がソウルメトロに改称。
  - 10月20日 - 龍頭駅開業に伴い2号線の駅番号を211-3から211-4へ変更。
- 2017年
  - 5月31日 - ソウルメトロとソウル特別市都市鉄道公社が統合され、1号線と2号線はソウル交通公社の駅となる[6]。
  - 9月2日 - 当駅から北漢山牛耳駅までのソウル軽電鉄牛耳新設線が開通[7]。

## 駅構造

### ソウル交通公社
1号線のホームは相対式ホーム2面2線を有する地下駅である。2号線に乗り換える場合、ホーム西寄りにある階段を上って乗り換え通路を経由する必要がある。
2号線も同じく相対式ホーム2面2線を有する地下駅で、フルスクリーンタイプのホームドアが設置されている。このホームの真下に単線1面1線のホームがあるが構造的に問題があるため旅客では使用されていない。このホームの線路は1号線との連絡線でもあり、龍踏駅付近にある君子車両事務所へ回送する1号線の電車（隣駅の東廟前発着）などが走行する。1号線に乗り換える場合、ホーム西端にある階段を上って乗り換え通路を経由する必要がある。ちなみに2号線新設洞駅は元々5号線の東大門区庁駅として計画され建設されていたが、計画変更により今の形になった。
改札口は全部で4ヶ所ある（ただし、1号線東側にある改札口は上下ホーム別々に設置されておりこの改札口を2つと考えると合計5ヶ所になる）。出口は1番から10番まである。

#### のりば
のりばの番号は各線共に存在しない。　
| ホーム | 路線  | 行先                                         |
| ------ | ----- | -------------------------------------------- |
| 上り   | 1号線 | 清凉里・倉洞・議政府・逍遥山方面             |
| 下り   | 1号線 | ソウル駅・九老・仁川・西東灘・天安・新昌方面 |
| 上り   | 2号線 | 聖水方面                                     |
| 下り   | 2号線 | 降車ホーム                                   |

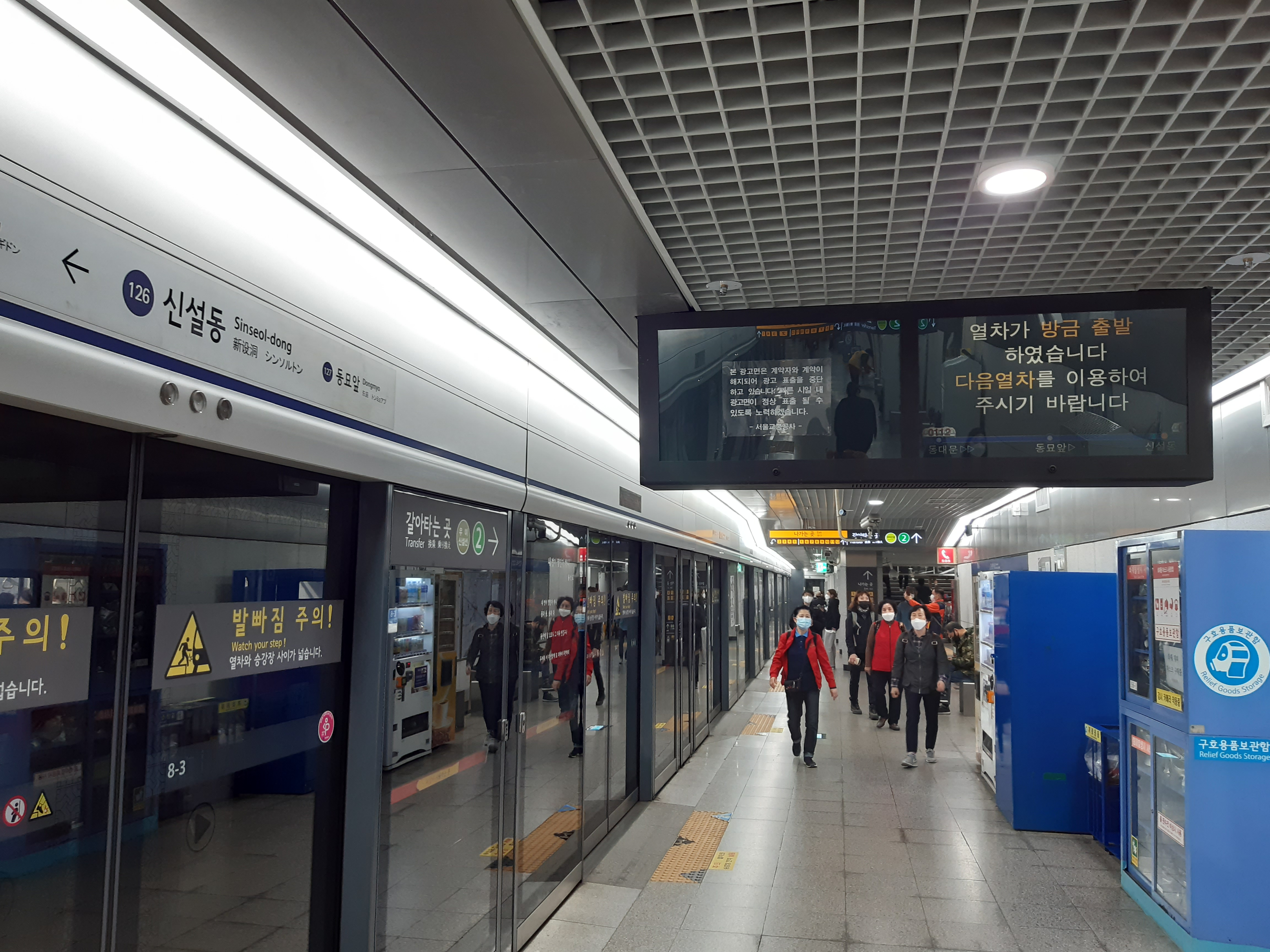
1号線ホーム（2021年撮影）
2号線ホーム（2018年撮影）

### 牛耳新設軽電鉄
相対式ホーム2面2線を有する地下駅である。

#### のりば
のりばの番号は存在しない。　
| ホーム               | 路線        | 行先                               |
| -------------------- | ----------- | ---------------------------------- |
| 上り                 | ●牛耳新設線 | 普門・誠信女大入口・北漢山牛耳方面 |
| 上り（平日朝夕のみ） | ●牛耳新設線 | 普門・誠信女大入口・北漢山牛耳方面 |

## 利用状況
近年の一日平均利用人員推移は下記のとおり。
| 路線  | 路線     | 2000年 | 2001年 | 2002年 | 2003年 | 2004年 | 2005年 | 2006年 | 2007年 | 2008年 | 2009年 | 出典  |
| ----- | -------- | ------ | ------ | ------ | ------ | ------ | ------ | ------ | ------ | ------ | ------ | ----- |
| 1号線 | 乗車人員 | 27,593 | 23,320 | 21,365 | 20,575 | 20,841 | 20,641 | 17,318 | 16,547 | 16,736 | 17,521 | [ 8 ] |
| 1号線 | 降車人員 | 28,559 | 24,266 | 21,804 | 20,549 | 20,221 | 19,910 | 16,772 | 15,987 | 16,590 | 17,210 | [ 8 ] |
| 1号線 | 乗降人員 | 56,152 | 47,586 | 43,169 | 41,124 | 41,062 | 40,551 | 34,089 | 32,534 | 33,326 | 34,730 | [ 8 ] |
| 2号線 | 乗車人員 | 4,371  | 4,476  | 4,437  | 4,403  | 4,576  | 4,343  | 4,032  | 4,084  | 4,428  | 4,022  | [ 8 ] |
| 2号線 | 降車人員 | 4,678  | 4,713  | 4,733  | 4,776  | 4,913  | 4,602  | 4,214  | 4,189  | 4,251  | 3,976  | [ 8 ] |
| 2号線 | 乗降人員 | 9,049  | 9,189  | 9,170  | 9,179  | 9,489  | 8,944  | 8,246  | 8,273  | 8,679  | 7,998  | [ 8 ] |
| 路線  | 路線     | 2010年 | 2011年 | 2012年 | 2013年 | 2014年 | 2015年 |        |        |        |        | [ 8 ] |
| 1号線 | 乗車人員 | 17,855 | 17,950 | 17,351 | 16,807 | 17,007 | 16,935 |        |        |        |        | [ 8 ] |
| 1号線 | 降車人員 | 17,401 | 17,344 | 17,016 | 16,423 | 16,685 | 16,510 |        |        |        |        | [ 8 ] |
| 1号線 | 乗降人員 | 35,256 | 35,294 | 34,367 | 33,230 | 33,692 | 33,445 |        |        |        |        | [ 8 ] |
| 2号線 | 乗車人員 | 3,903  | 3,775  | 3,800  | 3,929  | 4,209  | 4,010  |        |        |        |        | [ 8 ] |
| 2号線 | 降車人員 | 3,918  | 3,812  | 3,683  | 3,859  | 4,033  | 3,861  |        |        |        |        | [ 8 ] |
| 2号線 | 乗降人員 | 7,821  | 7,587  | 7,483  | 7,788  | 8,243  | 7,870  |        |        |        |        | [ 8 ] |

## 駅周辺
- 国民年金公団（朝鮮語版） 東大門中浪支社
- 企業銀行
- 大光初・中・高等学校
- 東大門雇用安定センター
- 東大門登記所
- 東大門郵便局（朝鮮語版）
- ソウル特別市立東大門図書館
- 龍頭市場
- ソウル龍頭初等学校（朝鮮語版）
- イーマート 清渓川店
- ロッテシネマ
- レッツラン文化共感センター（朝鮮語版）
- 韓国産業銀行
- 大象本社
- 才能教育（朝鮮語版）本社
- 韓国衣類試験研究院
- 新設洞ロータリー
- ソウル風物市場

## 隣の駅
ソウル交通公社
 1号線　
祭基洞駅 (125) - 新設洞駅 (126) - 東廟前駅 (127)　
 2号線（聖水支線）　
龍頭駅 (211-3) - 新設洞駅 (211-4)　
牛耳新設軽電鉄
● ソウル軽電鉄牛耳新設線
普門駅 (S121) - 新設洞駅 (S122)